# Rio Rom
O rio Rom (Rambach em alemão) é um rio da Suíça e da Itália, com extensão de 24,7 km. Nasce no Passo do Forno, no cantão de Grisões, atravessando as vilas de Tschierv e Müstair, na comuna de Val Müstair. Entra na Itália em Tubre (Trentino-Alto Ádige), e deságua à direita no Ádige, em Glorenza. 